# لایکهاردت، نیو ساوت ولز
لایکهاردت (به انگلیسی: Leichhardt) یک حومه شهر در استرالیا است که در Municipality of Leichhardt واقع شده‌است.